# Лысая (гора, Центральный Сихотэ-Алинь)
Лысая — гора высотой 1615,8 м на Главном водоразделе горного хребта Сихотэ-Алинь в Приморском крае, на границе Тернейского и Красноармейского районов. Находится в 22 км к востоку от села Таёжное, на водоразделе рек Лагерная (басс. Арму) и Кема.
Гора Лысая – самая южная вершина Центрального Сихотэ-Алиня, превышающая отметку 1600 м над ур. моря. К северо-востоку от неё начинается большой массив высоких вершин (более 1600 м) Северного Приморья. Склоны гор в районе Лысой крутые, изрезанные гребнями и распадками, но сам водораздел широкий и пологий. По нему протягивается пояс горных тундр с брусничниками и кедровым стлаником. В верховьях кл. Кривой (правый приток Лагерной), на высоте более 1100 м, в 1980-х существовал оловянный рудник. От него, к штольням верхних горизонтов, до высоты 1400 м была проложена дорога. После закрытия рудника дорогой пользовались заготовщики брусники. К 2010 году дорога стала непроходимой. К подножью горы можно добраться по кл. Высотному, где осуществлялись лесозаготовки.